# さぬき市立志度中学校
さぬき市立志度中学校（さぬきしりつ しどちゅうがっこう）は、香川県さぬき市志度にある市立中学校。

## 沿革
- 1947年5月3日 - 志度町立志度中学校として開校。
- 1970年3月20日 - 体育館竣工。
- 1996年4月22日 - 給食が開始される。
- 2002年4月1日 - さぬき市立志度中学校と改称。
- 2009年3月27日 - 日本教育公務員弘済会から日教弘教育賞優良賞を受賞する。
- 2015年4月1日 - さぬき市立志度東中学校を統合[1]。

## 校区
さぬき市立幼稚園入園区域及び小・中学校通学区域に関する規則を参考。
- さぬき市志度、鴨庄、小田、鴨部、末

## 通学区域が隣接している学校
- さぬき市立さぬき南中学校
- さぬき市立長尾中学校
- 三木町立三木中学校
- 高松市立牟礼中学校
- 高松市立庵治中学校 （海を隔てて隣接。）